# Медресе Абдурасул-бая
Медресе Абдурасул-бая (узб. Abdurasulboy madrasasi) — архитектурный памятник, здание медресе в историческом центре Хивы (Узбекистан), воздвигнутое, по одной версии, в 1906 году, по другой, в 1909 году при узбекском правителе Мухаммад Рахим-хане II на средства его видного сановника, племянника поэта, композитора и переводчика Камила Хорезми — Абдурасул-бая. Примыкает к юго-восточному углу мечети Яр Мухаммад Девон.
В настоящее время является объектом культурного наследия Узбекистана. Это также, объект туристического сервиса и показа, где расположено мастерская по вышивке сюзане. В 2018 году предлагалось передача медресе Абдурасул-бая в аренду.

## Архитектура
Медресе довольно большое по плану (площадь 30х65 метров) и включает в себя два дворика. В западном (6,9х3,6 метров; в трапециевидной форме), по углам имеются две проходные крестообразные комнаты, на юге — мечеть, перекрытая куполом, на севере — по две худжры с двумя входными проёмами. Восточный дворик (7,1х5,5 метров; в прямоугольной форме) также обнесён помещениями по периметру. Комнаты на втором этаже (над коридором) и другие помещения для студентов перекрыты сводчатыми перекрытиями. Фасады стен оформлены шлифованными кирпичами, которые в верхних частях портала и стен раскрашены в зелёный цвет (глазурь).
На входе в медресе установлены ворота, состоящие из двух полотен. На поперечнике правого полотна имеется надпись, содержащая имя мастера «Богбек». Однако вторая строка надписи, где была приведено имя его отца, не сохранилась.